# Oceanodroma microsoma
El paíño menor o paíño menudo (Oceanodroma microsoma) es una especie de ave de la familia de los paíños (Hydrobatidae). Su longitud es de 13-15 cm, con un ancho de ala de 32 cm. Es el miembro más pequeño del orden de los petreles. En ocasiones se incluye en su propio género monotípico Halocyptena.
Cría en las islas de la costa de la península de Baja California y el Golfo de California de México en agujeros en la roca o pequeñas madrigueras excavadas en tierra depositando un único huevo. Cría en colonias. Como la mayoría de los petreles, su capacidad de caminar esta limitada.
Pasa la mayor parte del año en el mar, alcanzando hasta la zona tropical del sur del océano Pacífico. Frecuentemente puede ser visto frente a la costa del sur de California a finales del verano y en otoño.
Se alimenta principalmente de crustáceos del plancton con preferencia por las larvas de las langostas. Se alimenta como otros petreles recogiendo la comida de la superficie del agua mientras se encuentra en vuelo.